# Бжезьник (Мазовецьке воєводство)
Бжезьник (пол. Brzeźnik) — село в Польщі, у гміні Вежбно Венґровського повіту Мазовецького воєводства.
Населення — 73 особи (2011).
У 1975-1998 роках село належало до Седлецького воєводства.

## Демографія
Демографічна структура станом на 31 березня 2011 року:
|          | Загалом | Допрацездатний вік | Працездатний вік | Постпрацездатний вік |
| -------- | ------- | ------------------ | ---------------- | -------------------- |
| Чоловіки | 39      | 3                  | 28               | 8                    |
| Жінки    | 34      | 3                  | 14               | 17                   |
| Разом    | 73      | 6                  | 42               | 25                   |